# Mistrovství Evropy v basketbalu žen 1999
27. mistrovství Evropy v basketbalu žen proběhlo v dnech 28. května – 6. června v polských městech Poznaň, Pruszków a Katowice.
Turnaje se zúčastnilo 12 týmů, rozdělených do dvou šestičlenných skupin. První čtyři družstva postoupila do Play off. Mistrem Evropy se stalo družstvo Polska.

## Výsledky a tabulky

### Skupina A
|    |            | RUS    | FRA   | CRO   | SVK   | GER   | LAT    | V | P | Skóre   | B  |
| 1. | Rusko      | ***    | 59:53 | 73:50 | 71:59 | 65:48 | 100:71 | 5 | 0 | 368:281 | 10 |
| 2. | Francie    | 53:59  | ***   | 71:51 | 56:43 | 68:60 | 63:56  | 4 | 1 | 311:269 | 9  |
| 3. | Chorvatsko | 50:73  | 51:71 | ***   | 64:53 | 73:63 | 71:76  | 2 | 3 | 309:336 | 7  |
| 4. | Slovensko  | 59:71  | 43:56 | 53:64 | ***   | 75:61 | 68:43  | 2 | 3 | 298:295 | 7  |
| 5. | Německo    | 48:65  | 60:65 | 63:73 | 61:75 | ***   | 75:65  | 1 | 4 | 307:346 | 6  |
| 6. | Lotyšsko   | 71:100 | 56:63 | 76:71 | 43:68 | 65:75 | ***    | 1 | 4 | 311:377 | 6  |

 Lotyšsko -  Chorvatsko 76:71 (32:38)
28. května (16:00) - 1999
 Rusko -  Německo 65:48 (35:27)
28. května (18:00) - 1999
 Francie -  Slovensko 56:43 (35:17)
28. května (20:00) - 1999
 Chorvatsko -  Německo 73:63 (44:24)
29. května (16:00) - 1999
 Rusko -  Francie 59:53 (30:23)
29. května (18:00) - 1999
 Slovensko -  Lotyšsko 68:43 (18:25)
29. května (20:00) - 1999
 Rusko -  Chorvatsko 73:50 (35:18)
30. května (16:00) - 1999
 Francie -  Lotyšsko 63:56 (37:38)
30. května (18:00) - 1999
 Slovensko -  Německo 75:61 (40:27)
30. května (20:00) - 1999
 Francie -  Chorvatsko 71:51 (36:24)
1. června (16:00) - 1999
 Německo -  Lotyšsko 75:65 (41:32)
1. června (18:00) - 1999
 Rusko -  Slovensko 71:59 (35:34)
1. června (20:00) - 1999
 Francie -  Německo 68:60 (31:29)
2. června (16:00) - 1999
 Chorvatsko -  Slovensko 64:53 (30:26)
2. června (18:00) - 1999
 Rusko -  Lotyšsko 100:71 (48:42)
2. června (20:00) - 1999

### Skupina B
|    |               | LIT    | POL    | YUG   | CZE    | ITA   | BIH   | V | P | Skóre   | B |
| 1. | Litva         | ***    | 79:72  | 55:59 | 86:76p | 63:57 | 99:69 | 4 | 1 | 382:333 | 9 |
| 2. | Polsko        | 72:79  | ***    | 81:74 | 75:78p | 80:71 | 70:53 | 3 | 2 | 383:355 | 8 |
| 3. | Jugoslávie    | 59:55  | 74:81  | ***   | 85:75  | 58:59 | 93:48 | 3 | 2 | 369:318 | 8 |
| 4. | Česko         | 76:86p | 78:75p | 75:85 | ***    | 67:52 | 90:59 | 3 | 2 | 386:357 | 8 |
| 5. | Itálie        | 57:63  | 71:80  | 59:58 | 67:52  | ***   | 67:44 | 2 | 3 | 303:312 | 7 |
| 6. | Bosna a Herc. | 69:99  | 53:70  | 48:93 | 59:90  | 44:64 | ***   | 0 | 5 | 373:421 | 5 |

 Česko -  Itálie 67:52 (37:20)
28. května (16:00) - 1999
 Litva -  Polsko 79:72 (38:30)
28. května (18:00) - 1999
 Jugoslávie -  Bosna a Hercegovina 93:48 (43:27)
28. května (20:00) - 1999
 Litva -  Itálie 63:57 (31:24)
29. května (16:00) - 1999
 Polsko -  Jugoslávie 81:74 (41:40)
29. května (18:00) - 1999
 Česko -  Bosna a Hercegovina 90:59 (45:29)
29. května (20:00) - 1999
 Jugoslávie -  Litva 59:55 (35:33)
30. května (16:00) - 1999
 Česko -  Polsko 78:75pp (37:41, 65:65)
30. května (18:00) - 1999
 Itálie -  Bosna a Hercegovina 64:44 (35:28)
30. května (20:00) - 1999
 Litva -  Česko 86:76pp (38:40, 72:72)
1. června (16:00) - 1999
 Polsko -  Bosna a Hercegovina 75:53 (36:26)
1. června (18:00) - 1999
 Itálie -  Jugoslávie 59:58 (26:34)
1. června (20:00) - 1999
 Litva -  Bosna a Hercegovina 99:69 (60:35)
2. června (16:00) - 1999
 Jugoslávie -  Česko 85:75 (42:35)
2. června (18:00) - 1999
 Polsko -  Itálie 80:71 (38:32)
2. června (20:00) - 1999

### Play off

#### Čtvrtfinále
Francie -  Jugoslávie 64:58 (31:29)
4. června (14:00) - 1999
 Slovensko -  Litva 69:63 (37:23)
4. června (16:00) - 1999
 Polsko -  Chorvatsko 72:51 (32:24)
4. června (18:00) - 1999
 Rusko -  Česko 61:51 (32:31)
4. června (20:00) - 1999

#### Semifinále
Polsko -  Rusko 66:61 (29:29)
5. června (18:00) - 1999
 Francie -  Slovensko 66:39 (33:16)
5. června (20:00) - 1999

#### Finále
Polsko -  Francie 59:56 (35:31)
6. června (19:00) - 1999

#### O 3. místo
Rusko -  Slovensko 78:49 (35:22)
6. června (17:00) - 1999

#### O 5. - 8. místo
Litva -  Jugoslávie 71:57 (31:32)
5. června (14:00) - 1999
 Česko -  Chorvatsko 67:52 (36:29)
5. června (16:00) - 1999

#### O 5. místo
Česko -  Litva 53:43 (28:25)
6. června (15:00) - 1999

#### O 7. místo
Jugoslávie -  Chorvatsko 88:61 (52:32)
6. června (13:00) - 1999

#### O 9. - 12. místo
Bosna a Hercegovina -  Německo 75:65 (36:35)
4. června (10:00) - 1999
 Lotyšsko -  Itálie 55:54 (32:24)
5. června (12:00) - 1999

#### O 9. místo
Lotyšsko -  Bosna a Hercegovina 64:60 (31:41)
5. června (12:00) - 1999

#### O 11. místo
Itálie -  Německo 73:69 (31:36)
5. června (10:00) - 1999

## Konečné pořadí
| Pořadí           | Tým                 | Z | V | P | Skóre   | B  |
| ---------------- | ------------------- | - | - | - | ------- | -- |
| Zlatá medaile    | Litva               | 8 | 6 | 2 | 580:523 | 14 |
| Stříbrná medaile | Francie             | 8 | 6 | 2 | 497:425 | 14 |
| Bronzová medaile | Rusko               | 8 | 7 | 1 | 568:447 | 15 |
| 4.               | Slovensko           | 8 | 3 | 5 | 455:502 | 11 |
| 5.               | Česko               | 8 | 5 | 3 | 557:513 | 13 |
| 6.               | Litva               | 8 | 5 | 3 | 559:512 | 13 |
| 7.               | Jugoslávie          | 8 | 4 | 4 | 572:514 | 12 |
| 8.               | Chorvatsko          | 8 | 2 | 6 | 473:563 | 10 |
| 9.               | Lotyšsko            | 7 | 3 | 4 | 430:491 | 10 |
| 10.              | Bosna a Hercegovina | 7 | 1 | 6 | 408:550 | 8  |
| 11.              | Itálie              | 7 | 3 | 4 | 430:436 | 10 |
| 12.              | Německo             | 7 | 1 | 6 | 441:494 | 8  |